# Bay St. Louis
La ville de Bay St. Louis est le siège du comté de Hancock, situé dans l'État du Mississippi, aux États-Unis.